# Sture Lagerwall

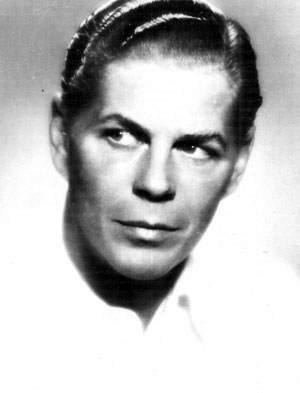
Sture Lagerwall

Sture Lagerwall (13 de diciembre de 1908 - 1 de noviembre de 1964) fue un actor y director teatral y cinematográfico de nacionalidad sueca.

## Biografía
Nacido en Estocolmo, Suecia, Sture Lagerwall aprendió interpretación bajo la dirección de Karin Swanström. Debutó sobre el escenario en el Teatro Oscar en 1927 con la obra Dibbuk, haciendo otros papeles en Gustaf III y Kärlekens genvägar en 1928 y 1929, respectivamente. Con esta última obra llamó la atención de la prensa, ganándose una buena crítica de Anders Österling en Svenska Dagbladet. Su gran oportunidad llegó en 1930 actuando en la obra 18 år.
Lagerwall trabajó para Gösta Ekman (sénior) en los teatros Vasateatern y Konserthusteatern en 1931–1934, pasando al Dramaten en 1934–1936. En este último actuó en piezas como Lisístrata, La leyenda de Gösta Berling y Fridas visor. Después trabajó como actor independiente, con representaciones en el Nya Teatern de Estocolmo y en giras, volviendo más adelante al Dramaten. En esa misma ciudad se hizo cargo, junto a Oscar Lindgren, del Alléteatern en septiembre de 1951, siendo director del mismo, y también actor, hasta el año 1957. Al siguiente año se comprometió con el Stadsteater de Malmö, en el cual trabajó hasta su muerte en 1964.
Debutó en el cine en 1928 con la película de Ragnar Hyltén-Cavallius Hans Kungl. Höghet shinglar. Como actor de cine llamó la atención tras encarnar a Johan en la película de 1931 Markurells i Wadköping. Su repertorio fue amplio, con papeles dramáticos y cómicos, estos últimos principalmente en los años 1930 y parte de los 1940. Algunas de sus comedias más destacadas fueron Djurgårdsnätter (1933) y ... som en tjuv om natten (1940). Entre sus más importantes actuaciones dramáticas figuran las de Johansson och Vestman (1946) y Banketten (1948).
Lagerwall fue premiado en 1955 con el Premio Gösta Ekman del Sindicato Teaterförbundet, y en 1964 con el Premio De Wahl otorgado por la misma institución.
Sture Lagerwall falleció en Malmö, Suecia, en el año 1964, a causa de un cáncer de laringe. Fue enterrado en el Cementerio Norra begravningsplatsen de Estocolmo. Entre 1932–1940 estuvo casado con la actriz Gun Linderoth y, desde 1940 a 1956, con otra actriz, Guje Lagerwall. En 1957 se casó con Anne-Marie Werner y se mudó a Malmö. Como resultado de su primer matrimonio tuvo a su hijo Staffan en 1932. Con su segunda mujer tuvo a Christina (1940), Jörgen (1941) y Edith (1947).

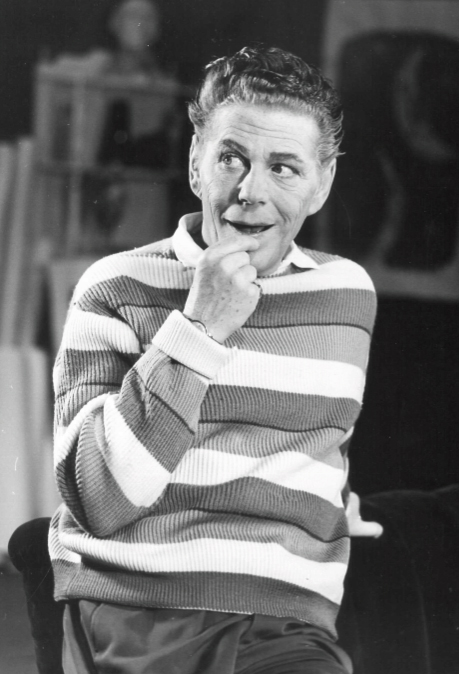
Sture Lagerwall en 1958

## Filmografía

### Actor
- 1928 : Hans Kungl. Höghet shinglar
- 1929 : Säg det i toner
- 1931 : En natt
- 1931 : Röda dagen
- 1931 : Markurells i Wadköping
- 1931 : Falska miljonären
- 1932 : Pojkarna på Storholmen
- 1932 : Svärmor kommer
- 1932 : Tango
- 1933 : Djurgårdsnätter
- 1933 : Giftasvuxna döttrar
- 1934 : Äventyr på hotell
- 1934 : Kvinnorna kring Larsson
- 1934 : Hon eller ingen
- 1934 : Uppsagd
- 1935 : Smålänningar
- 1935 : Flickornas Alfred
- 1935 : Valborgsmässoafton
- 1935 : Kärlek efter noter
- 1936 : Bombi Bitt och jag
- 1936 : Janssons frestelse
- 1936 : Alla tiders Karlsson
- 1936 : Äventyret
- 1937 : Häxnatten
- 1937 : Vi går landsvägen
- 1938 : Karriär
- 1938 : Kamrater i vapenrocken
- 1939 : Filmen om Emelie Högqvist
- 1939 : I dag börjar livet
- 1939 : Vi två
- 1940 : Den blomstertid
- 1940 : Romans
- 1940 : Vi tre
- 1940 : Hennes melodi
- 1940 : ... som en tjuv om natten
- 1940 : Än en gång Gösta Ekman
- 1941 : Lasse-Maja
- 1941 : En man för mycket
- 1941 : Nygifta
- 1942 : En äventyrare
- 1942 : Jacobs stege
- 1943 : Sonja
- 1943 : Kungsgatan
- 1944 : På farliga vägar
- 1944 : Kejsarn av Portugallien
- 1944 : Hans officiella fästmö
- 1944 : En dag skall gry
- 1945 : Resan bort
- 1945 : Hans Majestät får vänta
- 1945 : En förtjusande fröken
- 1945 : Skådetennis
- 1946 : Kärlek och störtlopp
- 1946 : Onsdagsväninnan
- 1946 : Johansson och Vestman
- 1947 : Nattvaktens hustru
- 1947 : Det kom en gäst
- 1947 : Konsten att älska
- 1947 : Här kommer vi
- 1947 : Jag älskar dig, Karlsson!
- 1948 : Banketten
- 1948 : Loffe som miljonär
- 1948 : Synd
- 1950 : Den vita katten
- 1950 : Kastrullresan
- 1950 : Stjärnsmäll i Frukostklubben
- 1951 : Livat på luckan
- 1951 : Dårskapens hus
- 1951 : Kvinnan bakom allt
- 1953 : Kungen av Dalarna
- 1953 : I dimma dold
- 1953 : Käcka krabater (corto)
- 1955 : Enhörningen
- 1957 : Räkna med bråk
- 1957 : Med glorian på sned
- 1958 : Venetianskan (TV)
- 1959 : Stängda dörrar (TV)
- 1960 : Djävulens öga
- 1960 : Sommar och syndare
- 1963 : Fadersskolan (TV)
- 1973 : Anderssonskans Kalle i busform (póstumo)

### Director
- 1946 : Onsdagsväninnan
- 1947 : Här kommer vi

## Teatro (selección)

### Actor
- 1927 : La fierecilla domada, de William Shakespeare, dirección de Gösta Ekman (sénior) y Johannes Poulsen, Teatro Oscar[4]
- 1927 : Dibbuk - Mellan tvenne världar, de S. Ansky, dirección de Robert Atkins, Teatro Oscar[5]
- 1928 : Gröna hissen, de Avery Hopwood, dirección de Gösta Ekman (sénior), Teatro Oscar y Vasateatern[6][7]
- 1928 : Daglannet, de Bjørnstjerne Bjørnson, dirección de Pauline Brunius, Teatro Oscar[8]
- 1928 : Julio César, de William Shakespeare, dirección de Rune Carlsten, Teatro Oscar
- 1928 : Gustaf III, de August Strindberg, dirección de Rune Carlsten, Teatro Oscar[9]
- 1928 : Skandalskolan, de Richard Brinsley Sheridan, dirección de Johannes Poulsen, Teatro Oscar[10]
- 1929 : Den kungliga familjen, de George S. Kaufman y Edna Ferber, dirección de Rune Carlsten, Teatro Oscar[11]
- 1929 : Männen vid fronten, de Robert Cedric Sherriff, dirección de Thomas Warner, Teatro Oscar[12]
- 1929 : Kärlekens genvägar, de James Matthew Barrie, dirección de Pauline Brunius, Teatro Oscar
- 1930 : Trions bröllop, de Sigfrid Siwertz, dirección de John W. Brunius, Teatro Oscar[13]
- 1930 : Kära släkten, de Gustav Esmann, dirección de Rune Carlsten, Teatro Oscar[14]
- 1930 : Farmors revolution, de Jens Locher, dirección de Pauline Brunius, Teatro Oscar[15]
- 1930 : Gustav Vasa, de August Strindberg, dirección de Gunnar Klintberg, Teatro Oscar[16]
- 1930 : En tjuvkomedi, de Berndt Carlberg, dirección de Gösta Ekman (sénior), Teatro Oscar[17]
- 1930 : Hans första hustru, de St. John Greer Ervine, dirección de Pauline Brunius, Teatro Oscar[18][19][20]
- 1930 : 18 år, de John Van Druten, dirección de Pauline Brunius, Teatro Oscar[21][22]
- 1930 : Nyckelromanen, de Ragnar Josephson, dirección de Erik Berglund, Teatro Oscar[23]
- 1931 : Hans nåds testamente, de Hjalmar Bergman, dirección de Per Lindberg, Vasateatern[24]
- 1931 : En caprice, de Sil Vara, dirección de Gösta Ekman (sénior), Konserthusteatern[25][26]
- 1931 : Etienne, de Jacques Deval, dirección de Gösta Ekman (sénior), Konserthusteatern[27]
- 1931 : En japansk tragedi, de John Masefield, dirección de Per Lindberg, Konserthusteatern[28]
- 1932 : Gröna hissen, de Avery Hopwood, dirección de Gösta Ekman (sénior), Vasateatern[29]
- 1932 : Till Hollywood, de George S. Kaufman y Marc Connelly, dirección de Gösta Ekman (sénior), Vasateatern[30][31][32]
- 1932 : Kanske en diktare, de Ragnar Josephson, dirección de Gösta Ekman (sénior), Vasateatern[33][34][35]
- 1932 : Patrasket, de Hjalmar Bergman, dirección de Gösta Ekman (sénior), Vasateatern[36]
- 1932 : Mästerkatten i stövlarna, de Palle Rosenkrantz, dirección de Gösta Ekman (sénior), Vasateatern[37][38]
- 1932 : Broadway, de Philip Dunning y George Abbott, dirección de Mauritz Stiller, Vasateatern[39]
- 1932 : Adam och Evorna, de Sigurd Hoel y Helge Krog, dirección de Gösta Ekman (sénior), Folkan[40]
- 1932 : I de bästa familjer, de Anita Hart y Maurice Braddell, dirección de Gösta Ekman (sénior), Folkan[41]
- 1933 : Middag kl. 8, de George S. Kaufman y Edna Ferber, dirección de Gösta Ekman (sénior), Vasateatern[42][43][44]
- 1933 : Banken, de Louis Verneuil, dirección de Hjalmar Peters, Vasateatern[45][46]
- 1934 : Hamlet, de William Shakespeare, dirección de Per Lindberg, Vasateatern[47][48]
- 1934 : London City, de John van Druten, dirección de Gunnar Olsson, Vasateatern[49]
- 1934 : En hederlig man, de Sigfrid Siwertz, dirección de Alf Sjöberg, Dramaten
- 1935 : Kvartetten som sprängdes, de Birger Sjöberg, dirección de Rune Carlsten, Dramaten
- 1935 : Ljuva ungdomstid, de Eugene O'Neill, dirección de Rune Carlsten, Dramaten
- 1936 : Kokosnöten, de Marcel Achard, dirección de Rune Carlsten, Dramaten
- 1936 : Spökdamen, de Pedro Calderón de la Barca, dirección de Olof Molander, Dramaten
- 1936 : Fridas visor, de Birger Sjöberg, dirección de Rune Carlsten, Dramaten
- 1937 : Höfeber, de Noël Coward, dirección de Alf Sjöberg, Dramaten
- 1938 : George and Margaret, de Gerald Savory, dirección de Edvin Adolphson, Teatro Oscar[50][51]
- 1938 : Sex trappor upp, de Alfred Gehri, dirección de Pauline Brunius, Dramaten
- 1939 : Nederlaget, de Nordahl Grieg, dirección de Svend Gade, Dramaten
- 1941 : Vi skiljas, de Victorien Sardou y Émile de Najac, dirección de Alf Sjöberg, Dramaten
- 1942 : Cándida, de George Bernard Shaw, dirección de Harry Roeck-Hansen, Blancheteatern[52]
- 1943 : Kungen, de Robert de Flers, Emmanuel Arène y Gaston Arman de Caillavet, dirección de Rune Carlsten, Dramaten
- 1947 : Det var en gång…, de Holger Drachmann, dirección de Åke Ohberg, Skansens friluftsteater[53]
- 1947 : Brigadoon, de Alan Jay Lerner y Frederick Loewe, dirección de Per-Axel Branner, Teatro Oscar[54]
- 1949 : Fröjd för stunden, de Noël Coward, dirección de Ernst Eklund, Lisebergsteatern
- 1949 : Mucho ruido y pocas nueces, de William Shakespeare, Malmö stadsteater
- 1950 : Jag älskar dig, markatta, de Noël Coward, dirección de Ernst Eklund, Lisebergsteatern
- 1953 : Lantlollan, de William Wycherley, dirección de Sam Besekow, Alléteatern[55]
- 1954 : Lilla kommissarien, de Marcel Achard, dirección de Åke Falck, Alléteatern[56]
- 1954 : Flickan ovanpå, de George Axelrod, dirección de Sam Besekow, Alléteatern[57]
- 1955 : I afton kl. 8, George Dandin, Jag talar till dig, Ödets man, Familjealbumet, de Molière, William Saroyan, George Bernard Shaw y Noël Coward, dirección de Sam Besekow, Isa Quensel y Hans Lagerkvist, Alléteatern[58]
- 1956 : Den skandalösa historien om Mr Kettle och Mrs Moon, de J. B. Priestley, dirección de Per-Axel Branner, Alléteatern[59]
- 1957 : Rödbetan, de Marcel Achard, dirección de Yngve Nordwall, Malmö stadsteater
- 1957 : Glädjespridaren, de John Osborne, dirección de Yngve Nordwall, Malmö stadsteater
- 1958 : Boboll, de André Roussin, dirección de Lars-Levi Laestadius, Malmö stadsteater
- 1958 : Två på gungbrädet, de William Gibson, dirección de Yngve Nordwall, Malmö stadsteater
- 1959 : Amphitryon, de Molière, dirección de Lars-Levi Laestadius, Malmö stadsteater
- 1959 : El sueño, de August Strindberg, dirección de Bengt Ekerot, Malmö stadsteater
- 1960 : Som man ropar i skogen…, de Aleksandr Ostrovski, dirección de Lars-Levi Laestadius, Malmö stadsteater
- 1960 : Surt, sa’ räven, de Guilherme Figueiredo, dirección de Josef Halfen, Malmö stadsteater
- 1960 : Midsommardröm i fattighuset, de Pär Lagerkvist, dirección de Yngve Nordwall, Malmö stadsteater
- 1961 : John Gabriel Borkman, de Henrik Ibsen, dirección de Yngve Nordwall, Malmö stadsteater
- 1961 : La fierecilla domada, de William Shakespeare, dirección de Per Gerhard, Vasateatern[60]
- 1962 : Boeing Boeing, de Marc Camoletti, dirección de Herman Ahlsell, Vasateatern[61]
- 1962 : Fysikerna, de Friedrich Dürrenmatt, dirección de Lennart Olsson, Malmö stadsteater
- 1962 : Skandalskolan, de Richard Brinsley Sheridan, dirección de Sandro Malmquist, Malmö stadsteater
- 1963 : El enfermo imaginario, de Molière, dirección de Hans Abramson, Malmö stadsteater
- 1964 : El jardín de los cerezos, de Antón Chéjov, dirección de Josef Halfen, Malmö stadsteater

### Director
- 1956 : Min man har komplex, de Jean Bernard-Luc, Intiman[62]

## Radioteatro
- 1943 : Mollusken, de Hubert Henry Davies, dirección de Gunnar Skoglund[63]
- 1945 : Blotta misstanken, de Karl Ragnar Gierow, dirección de Alf Sjöberg[64]
- 1947 : Mollusken, de Hubert Henry Davies, dirección de Gunnar Skoglund[65]